# سونيا هيس دي سوزا
سونيا هيس دي سوزا (مواليد 1959) سيدة أعمال برازيلية، ونائبة رئيس مجموعة نساء البرازيل، والرئيسة السابقة لشركة القمصان دودالينا. والداها هما دودا وأديلينا، وهي ثاني أكبر طفل بين 16 من أشقائها. غادرت المنزل في سن 17 للدراسة في إسبانيا. عند عودتها مكثت في ساو باولو، حيث كانت مسؤولة عن منطقة التسويق في دودالينا. استحوذت سونيا على الشركة في عام 2003، وكانت مسؤولة عن نمو سنوي بنسبة 30٪ من العلامة التجارية منذ عام 2009. في عام 2013 انتخبت من قبل مجلة فوربس الأمريكية سادس أقوى سيدة أعمال في البرازيل.